# Ферьер (Приморская Шаранта)
Ферье́р (фр. Ferrières) — коммуна во Франции, находится в регионе Пуату — Шаранта. Департамент коммуны — Шаранта Приморская. Входит в состав кантона Курсон. Округ коммуны — Ла-Рошель.
Код INSEE коммуны — 17158.

## Население
Население коммуны на 2010 год составляло 776 человек.
| 1962 | 1968 | 1975 | 1982 | 1990 | 1999 | 2010 |
| ---- | ---- | ---- | ---- | ---- | ---- | ---- |
| 322  | 300  | 282  | 270  | 306  | 362  | 776  |